# The Amazing Spider-Man 2: Rise of Electro
The Amazing Spider-Man 2: Rise of Electro (Originaltitel: The Amazing Spider-Man 2) ist eine US-amerikanische Comicverfilmung des Regisseurs Marc Webb. Der Film ist die Fortsetzung des im Jahr 2012 erschienenen Filmes The Amazing Spider-Man. Weltpremiere hatte der Film am 10. April 2014 in London. Am 17. April kam der Film in die deutschen Kinos. Kinostart in den Vereinigten Staaten war erst am 2. Mai 2014.

## Handlung
In einem Flashback befinden sich Mary und Richard Parker, die Eltern von Peter Parker, in einem Flugzeug und sind auf der Flucht vor einem unbestimmten Feind. Auf dem Flug tötet ein Mann den Piloten, so dass der Absturz des Flugzeugs unabwendbar ist. Der Täter selbst will sich mit einem Fallschirm in Sicherheit bringen. Er versucht, Mary und Richard zu töten, wird jedoch von Richard aus dem Flugzeug gestoßen. Bevor das Flugzeug zerschellt, gelingt es Richard noch, wichtige Informationen unter dem Codewort „Roosevelt“ an einen unbekannten Ort hochzuladen.
Peter Parker alias Spider-Man ist als New Yorks beliebter Held viel beschäftigt. Er stoppt einen Plutoniumdiebstahl des Kriminellen Alexei Sytschewitsch und verpasst dadurch beinahe seine eigene High-School-Abschlussfeier, wo seine Freundin Gwen Stacy die Abschlussrede hält. Beide kämpfen darum, Peters Doppelleben und ihre Liebe zueinander in Einklang zu bringen, die von Peters Schuldgefühlen überschattet wird, da er Gwens im 1. Teil getöteten Vater versprach, sie nicht in Gefahr zu bringen. Während Gwen ein Praktikum beim Industriegiganten Oscorp absolviert, rettet Peter dem labilen Oscorp-Elektriker Max Dillon das Leben, der fortan von Spider-Man besessen ist.
Inzwischen verstirbt der Oscorp-Patriarch Norman Osborn an einer unheilbaren Krankheit. Kurz vor dem Tod eröffnet er seinem Sohn Harry, dass er bald an derselben Krankheit sterben werde, und vermacht ihm seine ganze Forschung. Peter sucht seinen alten Schulfreund Harry auf und tröstet ihn.
Bei einem Arbeitsunfall fällt Max Dillon in einen Tank mit mutierten Zitteraalen, verwandelt sich in den lebenden Blitz Electro und legt unfreiwillig den Times Square in Schutt und Asche, sodass Spider-Man ihn überwältigen muss. Electro wird verhaftet, und seine Verehrung für Spider-Man verwandelt sich in Hass. Electro wird im privaten Ravencroft Institute gefangen gehalten und vom sadistischen Dr. Kafka untersucht.
Peters Untersuchungen über seine verschollenen Eltern führen ihn in eine verlassene U-Bahn-Station namens „Roosevelt“, auf der Richard Parker seinem Sohn sein Vermächtnis hinterlassen hat. Peter erfährt, dass Oscorp illegale Mensch-Tier-Chimären erschafft: Norman Osborn wollte so seine Krankheit heilen. Zu diesen Mischwesen gehören u. a. Dillons Zitteraale und jene Spinne, die Peter seine Spider-Man-Superkräfte gegeben hat. Peter erfährt, dass seine Eltern ihn verließen, um ihn zu schützen; Richard Parker wurde klar, dass Oscorp biologische Waffen herstellte, was er mit seinem Gewissen nicht vereinbaren konnte, und wusste, dass Norman Osborn ihn lieber töten als gehen lassen würde. Zudem erfährt Peter, dass die Spinnenchimäre auf dem Erbgut von Richard Parker basiert und somit nur bei seinen Blutsverwandten fehlerfrei wirkt.
Harry erfährt in der Zwischenzeit, dass Spider-Man von einer Oscorp-Spinne gebissen wurde, und hält sie für seine letzte Überlebenschance. Allerdings sind nach den Ereignissen des 1. Teils alle diese Spinnen getötet worden, um die Aktivitäten zu vertuschen. Daher bittet er Spider-Man um eine Blutspende, die dieser aber wegen der ungewissen Folgen ablehnt, sehr zu Harrys Zorn. Daraufhin befreit Harry Electro; im Gegenzug verschafft Electro Harry Zugang zu einem geheimen Labor im Oscorpgebäude. Dort findet Harry das Spinnengift und injiziert es sich. Bei der Einnahme kommt es zu schweren Komplikationen, da Harrys Körper das Parker-basierte Serum nicht verträgt. Er verliert den Verstand und wird zum wahnsinnigen Green Goblin.
Electro entzieht währenddessen ganz New York den Strom und greift Spider-Man an. Dieser kann mit Gwens Hilfe Electro besiegen. Dann taucht Green Goblin auf, der folgert, dass Peter und Spider-Man dieselbe Person sind, und entführt Gwen. In einem Kampf in einem Glockenturm besiegt Spider-Man Green Goblin, aber Gwen stürzt in die Tiefe. Es gelingt Spider-Man noch, sie unmittelbar vor dem Aufschlag auf dem Boden mit seinem Netzstrahl abzufangen, allerdings bricht sie sich dabei das Genick und stirbt dennoch. Nach Gwens Beerdigung versinkt Peter in Trauer und gibt Spider-Man für fünf Monate auf, worauf die Stadt in Kriminalität versinkt. Als sich Peter die Videoaufzeichnung von Gwens Abschlussrede anschaut, erkennt er schließlich, dass Spider-Man ganz New York Hoffnung gibt.
Harry ist unterdessen im Ravencroft Institute gefangen, initiiert aber von der Gefängniszelle aus mithilfe eines Mittelmanns den Aufbau einer Armee. Der erste Freiwillige ist Alexei Sytschewitsch, der, von Harry aus dem Gefängnis befreit, mit einem Exoskelett ausgerüstet wird und als der Superschurke Rhino New York bedroht. Spider-Man kehrt zurück und attackiert Rhino. Der Film endet mit dem Kampf zwischen den beiden.

## Hintergrund

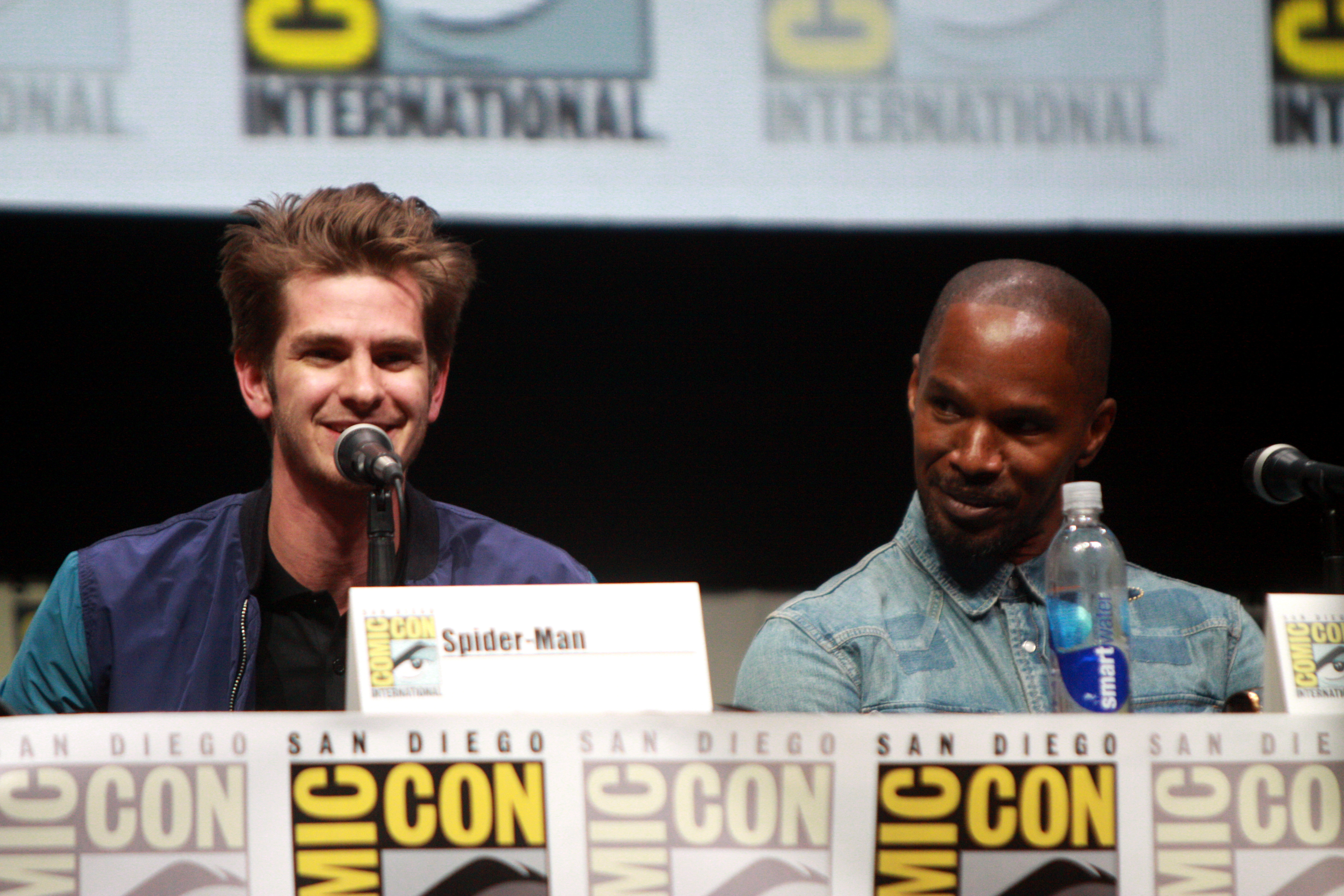
Andrew Garfield und Jamie Foxx bei der Comic-Con 2013

Die Dreharbeiten begannen am 4. Februar und endeten am 25. Juni 2013. Der Film wurde vollständig in New York City gedreht und war zudem die bis dato größte Filmproduktion, die in der Stadt stattfand. Kritisiert wurden die Drehtermine in Brooklyn während des Pessach, welche später jedoch mit Absprache der Stadt verlegt wurden.
Spider-Man-Erfinder Stan Lee hat einen Cameo-Auftritt als Besucher von Gwens und Peters Highschool-Abschlussfeier.
Die Schauspielerin Shailene Woodley sollte in dem Film die Rolle der Mary Jane spielen. Nachdem die Dreharbeiten abgeschlossen waren, wurden alle ihre Aufnahmen allerdings aus dem Film geschnitten. Regisseur Marc Webb begründete dies als kreative Entscheidung, um den Film zu straffen und den Fokus auf Gwen zu legen.
Der Film spielte weltweit an den Kinokassen über 709 Millionen USD ein, bei einem Budget von 255 Millionen USD.

## Film und Comic
- Bei der Figur Electro orientierte man sich am Aussehen der Comics von Der ultimative Spider-Man, wovon unter anderem die durch elektrische Spannung durchzuckte blaue Haut stammt. Der klassische Electro, der seinen ersten Auftritt im Comicheft Amazing Spider-Man #9 aus dem Jahr 1964 hatte, ist kein Afroamerikaner und behält immer sein normales Aussehen. Außerdem trägt er ein gelbgrünes Kostüm mit einer Blitzmaske.
- Die Figur des Green Goblin ist bereits bei der Verfilmung aus dem Jahre 2002 verwendet worden, diesmal nimmt nicht Norman Osborn, sondern sein Sohn Harry diese Identität an: In der ersten Comic-Reihe wird Norman Osborn 1964 zum Green Goblin, Harry Osborn wird im Jahr 1974 sein Nachfolger. Auch in den meisten anderen Comic-Reihen fängt alles normalerweise mit Norman an und wird von Harry fortgesetzt.
- In der Szene, in der Gwen Stacy zu Tode stürzt, ist auf dem Uhrenturm die Uhrzeit 1:21 zu sehen. Dies ist ein Hinweis auf die The-Amazing-Spider-Man-Ausgabe #121, die von Gwens Tod handelt.[11] Außerdem ist Gwens Schicksal als Hommage an die beiden Ausgaben #121-122 (Juni und Juli 1973) von Gerry Conway gedacht.[12]
- Dillons Vorgesetzter heißt Alistair Smythe, der in den Comics der Superschurke Spider-Slayer ist.
- Der Name von Harry Osborns Sekretärin lautet Felicia. In den Comics, egal ob eigentliches Marvel-Universum oder Neuinterpretationen, gibt es eine Figur namens Felicia Hardy, die zur Meisterdiebin Black Cat wird.
- Die Superschurken-Psychiatrie Ravencroft Institute wird auch im Film von einer Person namens Dr. Kafka geleitet. Allerdings ist die ursprüngliche Figur weiblich und integer, die Filmversion dagegen männlich und kriminell.
- Rhino trägt wie in Der ultimative Spider-Man eine Hightech-Rüstung, die allerdings im Gegensatz zu diesen Comics mehr an einen Mech – ein mechanisches Vehikel –, als an einen Kampfanzug erinnert. Die ursprüngliche Figur aus der hauptsächlichen Comicreihe ist kein kleiner Wicht, sondern ein muskelbepackter Hüne, der Opfer eines freiwilligen Experiments zur Kraftverstärkung wurde. Infolgedessen verschmolz diese „zweite Haut“ mit ihrem Träger, verlieh ihm übermenschliche Stärke und enorme Widerstandskraft, trieb ihn jedoch in den Wahnsinn.
- Im Oscorp-Geheimlabor sind die Arme des Dr. Octopus und die Flügel des Geiers zu sehen, zwei weiteren Feinden Spider-Mans.
- Der Klingelton auf Peter Parkers Mobiltelefon ist die Titelmelodie zur Cartoonserie Spider-Man, die von 1967 bis 1970 lief.

## Synchronisation
Die deutschen Synchronarbeiten fanden bei der Interopa Film nach einem Dialogbuch und unter der Dialogregie von Tobias Meister statt.
| Rolle                      | Schauspieler    | Synchronsprecher    |
| -------------------------- | --------------- | ------------------- |
| Peter Parker/Spider-Man    | Andrew Garfield | Nico Sablik         |
| Gwen Stacy                 | Emma Stone      | Anja Stadlober      |
| Max Dillon/Electro         | Jamie Foxx      | Charles Rettinghaus |
| Harry Osborn/Green Goblin  | Dane DeHaan     | Konrad Bösherz      |
| Donald Menken              | Colm Feore      | Reinhard Kuhnert    |
| Felicia                    | Felicity Jones  | Nadine Zaddam       |
| Alexei Sytschewitsch/Rhino | Paul Giamatti   | Stefan Krause       |
| May Parker                 | Sally Field     | Cornelia Meinhardt  |
| Richard Parker             | Campbell Scott  | Peter Reinhardt     |
| Mary Parker                | Embeth Davidtz  | Denise Gorzelanny   |
| Norman Osborn              | Chris Cooper    | Jan Spitzer         |
| Dr. Kafka                  | Marton Csokas   | Lutz Mackensy       |
| George Stacy               | Denis Leary     | Torsten Michaelis   |
| Gast der Abschlussfeier    | Stan Lee        | Peter Groeger       |

## Rezeption
Für einen Blockbuster erhielt The Amazing Spider-Man 2 eher positives Feedback, war jedoch nicht frei von Kritik. Cinema lobte Regisseur Marc Webb, dass dieser die Freiheiten einer Fortsetzung in diesem Film genüsslich ausnutze. Man resümierte eine „visuell und tricktechnisch rundum gelungene Comicverfilmung“, welche „viele Überraschungen, aber leider auch einige Längen“ mit sich bringt.
Der Filmdienst fand, dass die Fortsetzung „mit guten Darstellern und spektakulärer 3D-Action“ unterhält. Jedoch „überfrachtet der Film die Handlung so sehr, dass sich die Erzählstränge gegenseitig abzuwürgen drohen“.

## Fortsetzung
Am 17. Juni 2013 erwähnte Sony zwei weitere geplante Fortsetzungen, die diesem Film folgen sollten, mit dem Veröffentlichungstermin des dritten Films der Reihe am 10. Juni 2016 und dem vierten Film am 4. Mai 2018.
Nach mehreren Änderungen dieser Pläne wurde im Februar 2015 eine Übereinkunft zwischen Marvel Studios und Sony Entertainment bekanntgegeben, dass ein erneuter Reboot der Spider-Man-Filme in Zusammenarbeit der beiden Studios geplant ist. So sollte der „neue“ Spider-Man zuerst in einem Film des Marvel Cinematic Universe auftauchen, bevor er einen eigenen Film bekommt. Eine direkte Fortsetzung von The Amazing Spider-Man 2 war damit vom Tisch. Am 12. April 2016 erschien schließlich der Marvel-Film The First Avenger: Civil War, in dem der von Tom Holland gespielte „neue“ Spider-Man gezeigt wurde, und der diese Rolle auch im 2017 erschienenen Film Spider-Man: Homecoming sowie dessen Fortsetzungen Spider-Man: Far From Home (2019) und Spider-Man: No Way Home (2021) verkörperte. In Letzterem traten auch Andrew Garfield und Jamie Foxx sowie Rhys Ifans aus dem ersten Teil auf, wodurch die Geschichte um diesen Peter Parker in Teilen fortgesetzt wurde.